# Liptornis hesternus
Liptornis hesternus — вид викопних птахів нез'ясованого систематичного становища. Аргентинський палеонтолог Флорентіно Амегіно описав вид на основі знайденого шийного хребця, та відніс вид до родини пеліканових (Pelecanidae). Проте подальші дослідження показали, що вид ближчий до олушевих (Sulidae). Вид існував у міоцені на території сучасної Патагонії.